# Bramsche
Bramsche este un oraș din landul Saxonia Inferioară, Germania.